# Bellis
Bellis es un género de plantas herbáceas de la familia de las asteráceas. Contiene 10 especies y un par de subespecies aceptadas de las casi 125 descritas, la más conocida de las cuales es la margarita común o europea, Bellis perennis.

## Descripción
Se caracterizan por formar rosetas basales de hojas ovales o espatuladas sobre rizomas rastreros; de ellos brotan uno o más tallos florales, en los cuales se produce una inflorescencia terminal, a menudo de forma discoidal. Suelen ser heliotrópicas, cerrándose la  flor a la caída de la noche y volviendo a abrirse por la mañana.
Son oriundas del centro y oeste de Europa, donde se dan de forma silvestre. La más extendida es B. perennis, que alcanza la península escandinava, y ha colonizado Norteamérica siguiendo a los migrantes europeos.

## Taxonomía
El género fue descrito por Carlos Linneo y publicado en Species Plantarum, vol.  2, p. 887 en 1753.
Etimología
Para las flores tan comunes como éste, la etimología del nombre es siempre un problema, ya que hay que remontarse mucho en el tiempo. Algunos dicen que el nombre deriva de Bellide, una de las hijas bárbaras y crueles (llamadas Danaides) de Danaus, rey de Argos, mientras que otros lo derivan del latín bellumes que  (= guerra) en referencia a su supuesta capacidad de sanar las heridas. Lo más probable, según los filólogos modernos, su nombre derive del latín bellus (= hermoso) con referencia a la delicada frescura de esta flor.

## Taxones aceptados
- Bellis annua L.
  - Bellis annua annua
  - Bellis annua minuta
- Bellis azorica Hochst.
- Bellis bernardii Boiss. & Reut.
- Bellis caerulescens (Cosson) Coss. ex Ball
- Bellis dubia Spreng.
- Bellis hyrcanica Woronow
- Bellis longifolia Boiss. & Heldr.
- Bellis perennis L.
- Bellis rotundifolia (Desf.) Boiss. & Reut.
- Bellis sylvestris Cirillo